# 水沢第一高等学校
水沢第一高等学校（みずさわだいいちこうとうがっこう）は、岩手県奥州市水沢にある私立高等学校。地元での略称は「水一」（みずいち）、「一高」（いちこう）、「水沢一高」（みずさわいちこう）。

## 沿革
- 1926年 - 清明女学校開校。
- 1956年 - 学校法人協和学院設立認可、水沢女子高等学校開校。
- 1960年 - 水沢第一高等学校と改称。男女共学となる。
- 1961年 - 日本大学準付属校となる。
- 1976年 - 日本大学準付属校契約解消。
- 2006年 - 創立50周年記念式典、新校舎完成。

## アクセス
- JR東北本線水沢駅より｢水沢駅通り｣まで徒歩5分。ここからZバス｢見分森行｣で、｢一高前｣下車。

## 著名な出身者
- 千昌夫 - 演歌歌手（中退）
- 純恋 - ファッションモデル
- 鈴木弘規 - 元プロ野球選手